# Elisabeth Zorell
Elisabeth Zorell, geb. Specht (* 1. März 1896 in München; † 20. April 1993 in Regensburg), war eine deutsche Pädagogin, Erziehungswissenschaftlerin und Schuldirektorin.

## Leben und Wirken
Sie war die älteste von drei Töchtern eines Postamtmannes und einer bayer. königl. Putzmacherin. Trotz sehr guter Schulleistungen durfte Elisabeth Specht keine höhere Ausbildung absolvieren. Nach langer Überzeugungsarbeit genehmigte ihr der Vater schließlich, sich extern auf das Lehrerinnenexamen vorzubereiten, das sie 1915 erfolgreich ablegte. Anschließend arbeitete die junge Lehrerin an Volksschulen in Bad Tölz und München. Nebenbei holte sie das Abitur nach und studierte an der Universität von München u. a. Deutsch, Geschichte und Pädagogik. 1927 heiratete sie und übersiedelte mit ihrem Mann nach Hamburg. Dort unterrichtete Elisabeth Zorell an einem privaten Mädchengymnasium und setzte ferner ihr Studium fort. Darüber berichtete sie:
An der jungen Universität in Hamburg studierte ich bei William Stern und bei Martha Muchow. Letztgenannte war es, die mein Interesse für Friedrich Fröbel weckte, befaßte sie sich doch wissenschaftlich intensiv mit der Kindergartenpädagogik. Mit Frau Muchow besuchten wir Lehrerstudenten oft Hamburger Kindergärten, denn sie war der Ansicht, daß die zukünftigen Lehrer und Lehrerinnen ebenso das Kind vor der Schule erleben müßten.
Nach Scheidung (1933), Verhaftung und Schutzhaft (1935) kehrte Elisabeth Zorell über Berlin und Marquartstein (dort unterrichtete sie im hiesigen Landerziehungsheim) 1937 wieder in ihre Geburtsstadt zurück. Sie übernahm eine Dozentur am Städt. Kindergärtnerinnen-, Hortnerinnen- und Jugendleiterinnenseminar, dessen Leitung ihr 1945 übertragen wurde. Bis 1961 leitete Elisabeth Zorell die Ausbildungsstätte. Ihr Nachfolger wurde Josef Hederer.
1945 promovierte sie bei Philipp Lersch über Die weibliche Entwicklung nach Leistung und Charakter. Eine experimental-psychologische Untersuchung. Die Promovendin untersuchte ca. 300 Schülerinnen im Alter von 11 bis 21 Jahren mittels eines Arbeitsversuches, um die weibliche  geistige Entwicklung zu verfolgen und ein Bild von der Leistungsfähigkeit und dem Wesen des weiblichen Jugendlichen zu gewinnen. Hierbei handelte es sich um das Verfahren des einstündigen pausenlosen Dauerrechnens in Gestalt des fortlaufenden Addierens, wobei Eigentempo als Bedingung und unbedingte Höchstleistung als Ziel gesetzt (Zorell 1949, S. 44) waren.
Als der Pestalozzi-Fröbel-Verband 1948 ins Leben gerufen wurde, gehörte Elisabeth Zorell zu den führenden Gründungsmitgliedern und initiierte im Oktober 1948 die Gründung einer Zweigstelle in München. Bis zu ihrem Tod gehörte sie dem Fachverband an für dessen Fachzeitschrift Blätter des Pestalozzi-Fröbel Verbandes sie viele Beiträge verfasst hatte. Im Jahre 1949 unternahm Zorell eine viermonatige Studienreise durch die USA zum Thema „Ausbildung von Kindergärtnerinnen“.
Elisabeth Zorell betonte in ihren Publikationen und ungezählten Vorträgen stets den sozialpädagogischen Auftrag des Kindergartens, weil er
a) dem Kind eine geeignete 'Spiel- und Beschäftigungswelt' schafft, wie sie eine Familie heute kaum geben kann; aber auch, weil er
b) dem Kind zu einer seiner Entwicklung gemäßen 'Lösung von der mütterlichen Welt' hilft und ihm Freiheit schenkt für die Befriedigung seiner Interessen in einer kindgemäßen Umwelt; weil er
c) dem Kind vor der Schule einen 'Raum' bietet, in dem Tätigsein und Liebe noch verbunden und 'Leistungen', die einer späteren Zeit vorbehalten sind, noch 'nicht verlangt' sind.

## Veröffentlichungen (Auswahl)
- Die weibliche Entwicklung nach Leistung und Charakter. Eine experimental-psychologische Untersuchung. München 1949.
- Erziehungskunde. Bad Heilbrunn 1967, DNB 458737275.
- Der Schulkindergarten. In: K. Brehm (Hrsg.): Pädagogische Psychologie der Bildungsinstitutionen. Band II, München 1968, S. 57–70.
- Erinnerungen an Martha Muchow. München 1948. (Privatdruck)

## Weblink
- kindergartenpaedagogik.de